# Лорри, Чак
Чак Лорри (англ. Chuck Lorre; род. 18 октября 1952, Бетпейдж, Нью-Йорк) — американский сценарист, продюсер и композитор, создатель ситкомов «Грейс в огне», «Сибилл», «Дарма и Грег», «Два с половиной человека», «Теория Большого взрыва» и «Мамаша».

## Биография
Чак Лорри (при рождении Чарльз Майкл Левин) (поменял имя в 28 лет) родился в Плейнвью, штат Нью-Йорк.
Отец Чака владел небольшим кафе. По словам Лорри, дела у отца не клеились, семья испытывала финансовые трудности, которые причиняли матери боль. Сам Лорри вспоминал, что «гнев матери составлял большу́ю часть её сущности» (My dad struggled, and it hurt her very much. Anger was a big part of who she was). Примерно в 1970-м отец оставил бизнес и, по словам Чака, спустя шесть лет умер с совершенно «разбитым сердцем» (brokenhearted).
В 1970 году Лорри поступил в Университет штата Нью-Йорк в Потсдаме, где, по собственному признанию, «специализировался на рок-н-ролле, „косяке“ и ЛСД», до тех пор, пока не бросил в 1972-м году учёбу ради занятий музыкой. Следующие десять лет он ездит по стране, выступая на концертах в качестве наёмного гитариста.
К 1986 году Лорри решает поменять род деятельности. Он отказывается от карьеры музыканта и начинает писать тексты сначала для анимационных мультсериалов, а затем, опираясь на приобретённый опыт, и для ситкомов.
Он написал песню «French Kissin' in the USA» из сольного альбома «Rockbird» Деборы Харри, ставшую впоследствии радиохитом. Также является композитором мультсериала «Черепашки мутанты ниндзя».
12 марта 2009 года Чак Лорри удостоился звезды на Голливудской «Аллее Славы».
17 мая 2009 года Лорри получил степень «Honorary Doctoral Degree for Humane Letters» Университета штата Нью-Йорк в Потсдаме и выступил с торжественной речью перед выпускниками.
Личная жизнь
С 2001 по 2010 год был женат на модели и актрисе Карен Уиттер.

## Карточки тщеславия
В конце почти каждой серии «Дармы и Грега», «Двух с половиной человек», «Теории Большого взрыва» и «Детство Шелдона» можно увидеть т. н. «карточку тщеславия» — видеокадр с текстом продолжительностью в несколько секунд. Обычно это небольшое эссе, в котором Лорри рассказывает об очередном наблюдении или открытии из собственной жизни. Поскольку кадр длится считанные секунды, большинство зрителей, желающих прочитать текст до конца, вынуждены ставить видео на паузу. Все карточки можно найти и почитать на официальном сайте автора.

## Фильмография
| Год          |   | Название                      | Примечание |
| ------------ | - | ----------------------------- | ---------- |
| 1993—1998    | с | «Грейс в огне»                | Создатель  |
| 1995—1998    | с | «Сибилл»                      | Создатель  |
| 1997—2002    | с | «Дарма и Грег»                | Создатель  |
| 2003—2015    | с | «Два с половиной человека»    | Создатель  |
| 2007—2019    | с | «Теория Большого взрыва»      | Создатель  |
| 2010—2016    | с | «Майк и Молли»                | Создатель  |
| 2013—2021    | с | «Мамаша»                      | Создатель  |
| 2017—2018    | с | «Раскосяченные»               | Создатель  |
| 2017—2024    | с | «Молодой Шелдон»              | Создатель  |
| 2018—2021    | с | «Метод Комински»              | Создатель  |
| 2019—2024    | с | «Боб любит Абишолу»           | Создатель  |
| 2020—2022    | с | «Третья положительная»        | Создатель  |
| 2021—2022    | с | «Соединённые Штаты Ала»       | Создатель  |
| 2023 — н. в. | с | «Букмекер»                    | Создатель  |
| 2024 — н. в. | с | «Первый брак Джорджи и Мэнди» | Создатель  |